# Armata del Caucaso
L'Armata Russa del Caucaso (in russo Росси́йская Кавказскaя армия?) fu l'armata schierata dall'Impero russo per combattere la Campagna del Caucaso durante la prima guerra mondiale. All'inizio delle ostilità l'armata era sotto il comando del governatore generale del Caucaso, il generale Voroncov-Daškov. Il teatro delle operazioni assegnate all'Armata del Caucaso andava dal mar Nero fino al mar Caspio e comprendeva anche il territorio armeno sotto controllo russo; il quartier generale si trovava a Tbilisi in Georgia.
A causa delle sconfitte nelle battaglie di Tannenberg e dei Laghi Masuri, i russi furono costretti a riposizionare sul fronte prussiano la metà delle forze disponibili in Caucaso, riducendo così gli effettivi dell'armata a circa 65.000 soldati dagli iniziali 100.000.

## Ordine di battaglia (1914)

### Agosto 1914
Allo scoppio del conflitto con l'Impero ottomano, l'Armata del Caucaso era suddivisa in tre Corpi d'Armata:
- I Corpo d'Armata del Caucaso
- II Corpo d'Armata del Caucaso
- III Corpo d'Armata del Caucaso

L'Armata schierava 100 battaglioni di fanteria, 117 sotnis (squadroni di cavalleria), 256 pezzi di artiglieria, raggiungendo così un totale di circa 100.000 soldati.
In seguito alle sconfitte subite contro i tedeschi sul fronte prussiano il II ed il III Corpo vennero rischierati sul fronte austro-tedesco.

### Autunno 1914
Dopo il rischieramento dei due Corpi sul fronte prussiano, gli effettivi dell'Armata si ridussero a circa 65.000 uomini.
- I Corpo d'Armata del Caucaso: Generale Bergmann
  - 2 Divisioni di fanteria
  - 2 Brigate di Fucilieri Cosacchi
  - I Divisione Cosacchi del Caucaso: generale Baratov
- II Corpo d'Armata del Turkistan[2]
  - 4 Brigate di fanteria

## Comandanti
| Comando (Titolo)                 | Nome                              | Comandante Stato Maggiore         | Periodo                    |
| -------------------------------- | --------------------------------- | --------------------------------- | -------------------------- |
| Viceré del Caucaso Russo         | Illarion Ivanovič Voroncov-Daškov | Aleksandr Zachar'evič Myšlaevskij | ? - gennaio 1915           |
| Viceré del Caucaso Russo         | Illarion Ivanovič Voroncov-Daškov | Nikolaj Nikolaevič Judenič        | gennaio 1915 - agosto 1915 |
| Viceré del Caucaso Russo         | Nikolaj Nikolaevič Romanov        | Nikolaj Nikolaevič Judenič        | agosto 1915 - maggio 1917  |
| Commissario per la Transcaucasia | Vasilij Charlamov                 | Il'ja Odišelidze                  | 9 marzo 1917 - 1918        |

## Rinforzi
- III Divisione Fucilieri del Caucaso
- XIX Divisione Fucilieri del Turkistan
- Divisione Fanteria Cosacchi del Don
- VI Divisione Kuban
- IV Corpo d'Armata del Caucaso
  - IV Divisione Fucilieri Cosacchi del Caucaso
  - V Divisione Cosacchi del Caucaso
  - IV Divisione Kuban
- V Corpo d'Armata del Caucaso
  - V Divisione Fucilieri del Caucaso
- I Corpo di Cavalleria del Caucaso
- VII Corpo d'Armata del Caucaso
  - VI Divisione Fucilieri del Caucaso
  - VII Divisione Fucilieri del Caucaso

## Operazioni
L'offensiva Bergmann (in russo Бергманнский прорыв?) fu il primo scontro fra l'Armata del Caucaso e le truppe ottomane: il generale Bergmann, al comando del I Corpo d'Armata, il 2 novembre 1914 attraversò il confine e puntò in direzione di Köprüköy. L'offensiva non produsse significativi risultati e venne rapidamente bloccata dalla reazione della Terza armata turca.
Il primo vero grande scontro sul fronte del Caucaso fu invece la terribile battaglia di Sarıkamış, che si concluse con la disfatta delle truppe turche guidate da Ismail Enver.